# 將軍澳隧道公路
將軍澳隧道公路（英語：Tseung Kwan O Tunnel Road）是香港新界將軍澳新市鎮的一條道路，也是香港7號幹線一部份，全長約1,150米。公路連接將軍澳隧道與環保大道、寶康路和寶順路，方便車輛進出將軍澳市中心（尚德）、將軍澳工業邨、調景嶺、坑口、寶琳和清水灣等地方。
道路以行車天橋形式建造，西端連接將軍澳隧道，另有僅供隧道公司和緊急車輛使用的分岔路接駁寶琳北路。
公路東端原本是一條連接寶康路的帶狀道路，於1993年時改為建造一個大型迴旋處，接通寶順路及環保大道。不過改造為迴旋處後意外頻生，當局於2004年時落實興建分層交匯處，舒緩與日俱增的交通流量，以及降低交通意外發生的機會。工程包括在迴旋處前往寶康路的通道，改由一段寶順路向左迴旋的分岔路取代（鄰近廣明苑），隨後的工程包括取消寶康路前往迴旋處的分岔路、以一條橫跨寶順路的行車天橋把將軍澳隧道公路與環保大道連接、將軍澳隧道公路前往寶順路南行線由一段向左迴旋的分岔路取代（鄰近常寧遊樂場）。最後以行車天橋取代由坑口經寶順路前往將軍澳隧道公路。整項工程於2005年完成，當局並把將軍澳隧道公路和環保大道（介乎寶順路和昭信路之間）提升至幹線級別。
電台交通消息提到的電話機樓和茵怡花園，是將軍澳隧道公路往藍田及東區海底隧道交通擠塞時較常出現的龍尾位。將藍公路通車後，將軍澳隧道公路的擠塞情況有明顯改善，車龍於早上繁忙時間縮短了1.2公里。

## 沿途主要建築物
- 茵怡花園
- 怡心園
- 康盛花園
- 翠琳邨/景明苑
- 景林邨
- 新都城第一/二/三期
- 叠翠軒
- 頌明苑/將軍澳游泳池
- 安寧花園
- 南豐廣場
- 廣明苑/寶明苑/尚德邨
- 厚德邨
- 蔚藍灣畔
- 東港城
- 海悦豪園
- 新寶城
- 清水灣半島
- 將軍澳廣場
- 富康花園
- 靈實醫院
- 寶琳邨/欣明苑/英明苑
- 基德小學
- 迦密主恩中學
- 陸慶濤小學
- 劉德小學

## 出口位置
| 將軍澳隧道公路                              | 將軍澳隧道公路 | 將軍澳隧道公路     |
| ------------------------------------------- | -------------- | ------------------ |
| 東行（將軍澳方向）                          | 出口編號       | 西行（葵涌方向）   |
| 連接環保大道                                |                |                    |
| 將軍澳隧道公路終點                          |                | 將軍澳隧道公路起點 |
| 將軍澳市中心（尚德）、調景嶺 寶康路、寶順路 | 2              | 不適用             |
| 坑口、 寶林、 西貢 寶康路、寶順路           | 2A             | 不適用             |
| 將軍澳隧道公路起點                          |                | 將軍澳隧道公路終點 |
| 連接將軍澳隧道                              |                |                    |

## 途經之公共交通服務
| 论 编 | 香港7號幹線 |  |
| |             |  |
| 環保大道 – 將軍澳隧道公路 – 將軍澳隧道 – 將軍澳道 – 鯉魚門道 – 觀塘道（包括雅麗道天橋及觀塘道下通道） – 彩虹交匯處 – 龍翔道 – 呈祥道 |             |  |
| |             |  |

1. ↑   (PDF). 香港政府憲報. 2005-09-30  [2022-12-26]. （原始内容存档 (PDF)于2022-12-26）.